# Manada

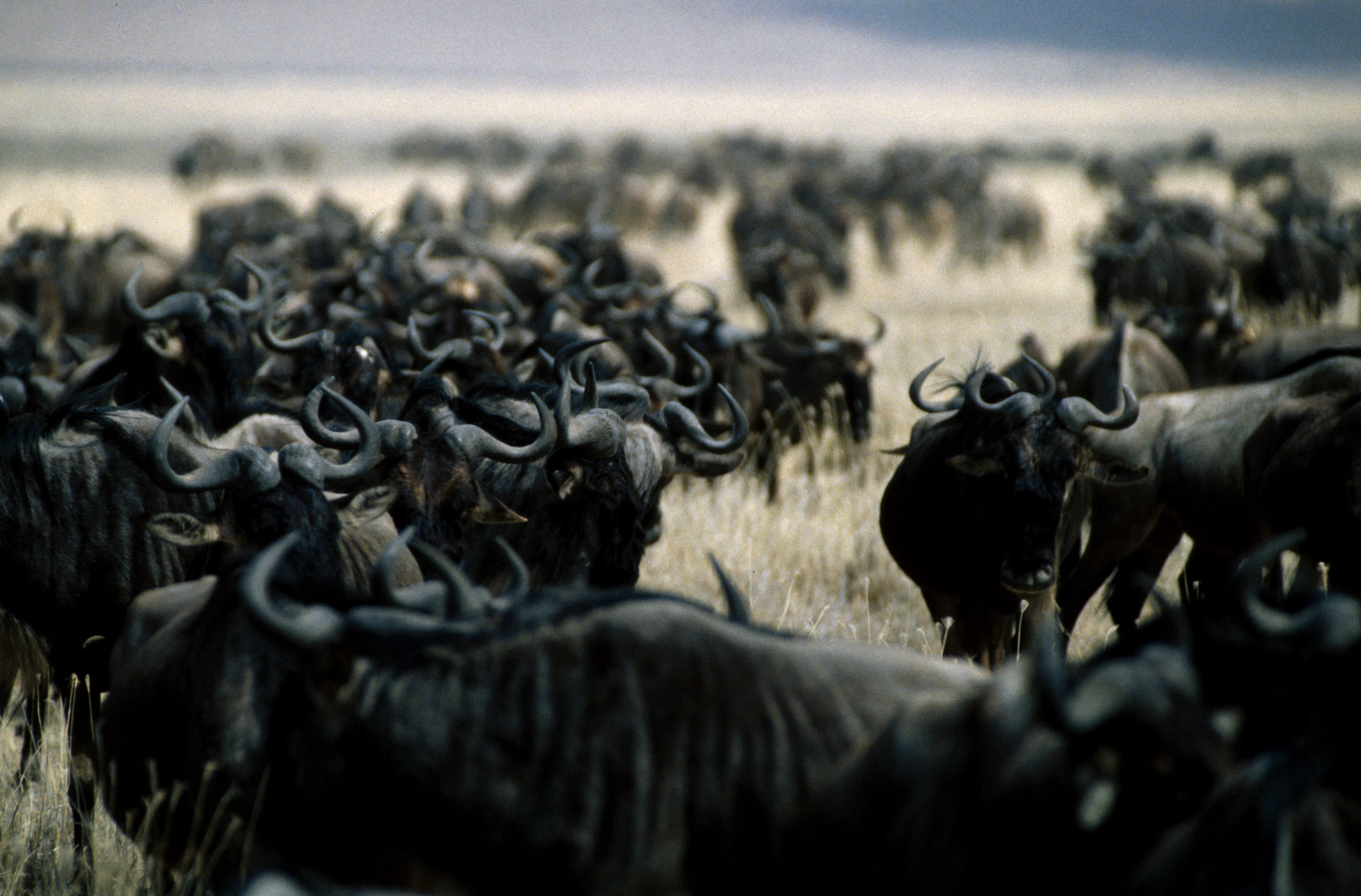
Una manada de ñus.

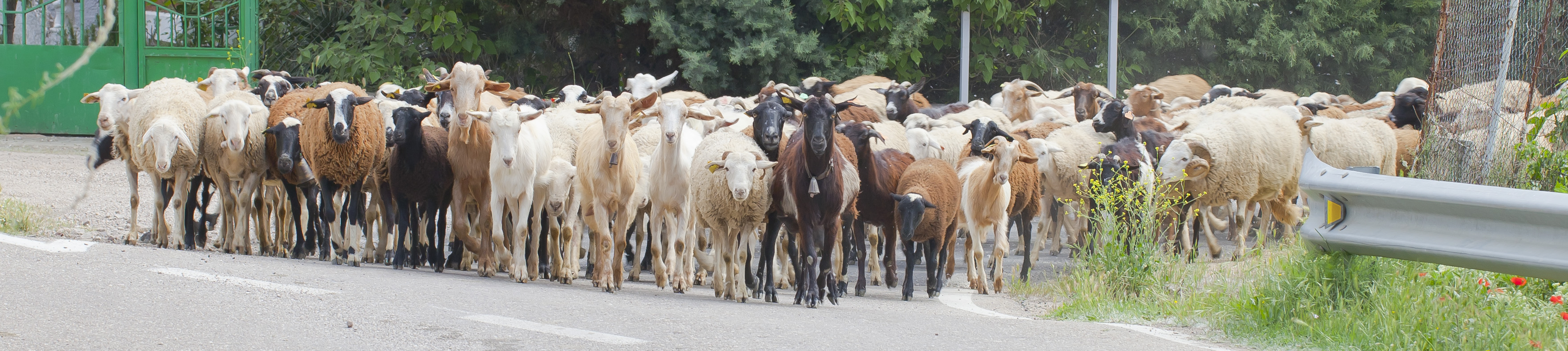
Rebaño de ovejas en Huérmeda (España).

Una manada se compone de varios animales de la misma especie que están juntos o que se desplazan juntos. Normalmente se refiere a animales en estado salvaje; a veces también se aplica a especies domesticadas, aunque es más apropiado hablar de piara para cerdos, jauría para perros, vacada para vacas o rebaño para ovejas y cabras.
Es interesante estudiar el comportamiento de los animales dentro de la manada, así como su actitud como grupo frente al resto de las especies. Hasta se pueden ver comportamientos de decisión de conjunto, como en el caso de los ciervos o búfalos.
En épocas antiguas, cuando el hombre apenas poblaba la superficie de la Tierra, había inmensos espacios vacíos, y los animales campaban libremente por esas grandes superficies; pero hoy en día, entre el poblamiento intensivo, la agricultura, la tala de bosques y otros procesos de modificación de la superficie de la Tierra a manos del hombre, se han reducido considerablemente las superficies antes pobladas por manadas. Esto, sumado a la caza indiscriminada que pone en peligro a varias especies, también ha sido un factor que ha llevado a la reducción de las manadas, tanto en el número de estas, como en la cantidad de ejemplares que las conforman. Con el fin de limitar este proceso, se han creado reservas de fauna, donde las manadas pueden mantener, hasta cierto grado, su anterior estilo de vida salvaje. Es el caso del parque de Yellowstone, donde vive la última manada de bisontes americanos.
Los etólogos han encontrado que existen dos factores importantes que favorecen la existencia de grupos de animales cooperando:
- Las ventajas obtenidas en la defensa frente a depredadores.
- La facilidad de la búsqueda de alimento o las ventajas de la caza en grupo.

## Ventajas y desventajas
Entender el comportamiento social de los animales y la formación de grupos ha sido una meta fundamental en el campo de la sociobiología y ecología del comportamiento. Los estudios teóricos se enfocan en los costos y beneficios asociados con la vivienda grupal en términos de aptitudes individuales. Este estilo de vida evolucionó de manera independiente en varios taxones y solo puede ocurrir si los beneficios son más grandes que los costos en una línea de tiempo evolucionaría. Por lo tanto, los animales forman grupos cuando incrementan sus aptitudes y capacidad de supervivencia, en contraposición a los resultados que obtendrían si vivieran de manera solitaria.